# Karl August Görner
Karl August Görner, född 29 januari 1806, död 9 april 1884, var en tysk skådespelare, teaterledare och dramatisk författare.
Görner, som från 1827 var anställd vid hovteatern i Strelitz, från 1836 som direktör, och senare i Breslau, Berlin och Hamburg, var en fantasifull och skarpt individualiserande karaktärsskådespelare. Bland hans roller märks Shylock i Köpmannen i Venedig, Nathan den vise och Frans Moor i Rövarbandet. Hans lustspel var på sin tid ytterst populära, och hans sagospel höll sig länge på repertoaren.